# Pikku-Nälkäjärvi
Pikku-Nälkäjärvi är en sjö i Gällivare kommun i Lappland och ingår i Kalixälvens huvudavrinningsområde. Pikku-Nälkäjärvi ligger i Torne och Kalix älvsystem Natura 2000-område.